# Frente Democrática Unida
A Frente Democrática Unida (FDU) foi uma antiga coligação portuguesa formada pelo Partido do Progresso / Movimento Federalista Português (PP/MFP), o Partido Liberal (PL) e o Partido Trabalhista Democrático Português (PTDP) para se apresentar às primeiras eleições nacionais.

## Cronologia
- 27 de agosto de 1974 - fundação da coligação